# Epidendrum macropodum
Epidendrum macropodum är en orkidéart som beskrevs av Heinrich Gustav Reichenbach. Epidendrum macropodum ingår i släktet Epidendrum och familjen orkidéer.
Artens utbredningsområde är Peru. Inga underarter finns listade i Catalogue of Life.